# Магнитотерапия

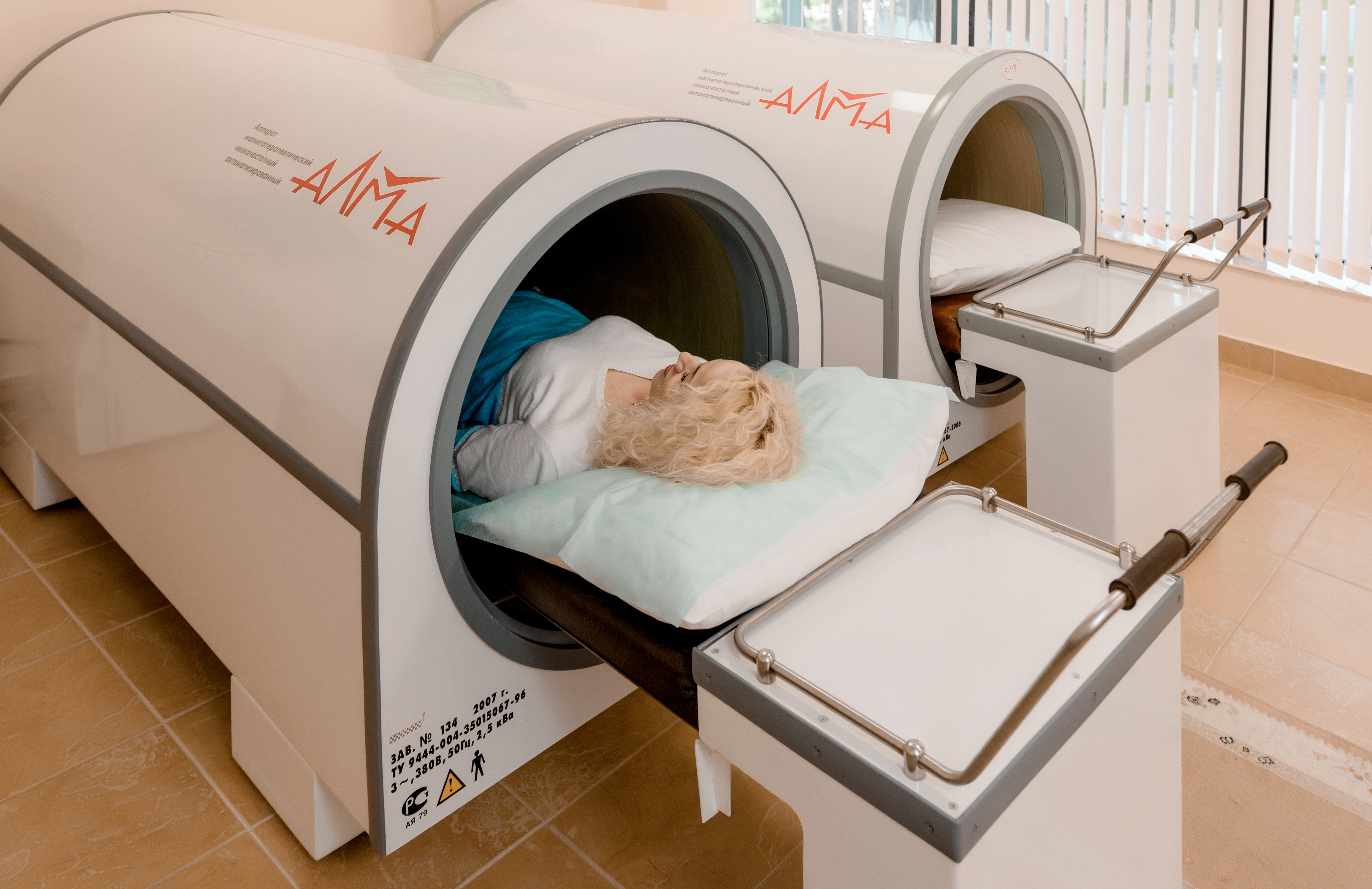
Магнитотерапевтический низкочастотный аппарат в санатории Заполярье, Сочи

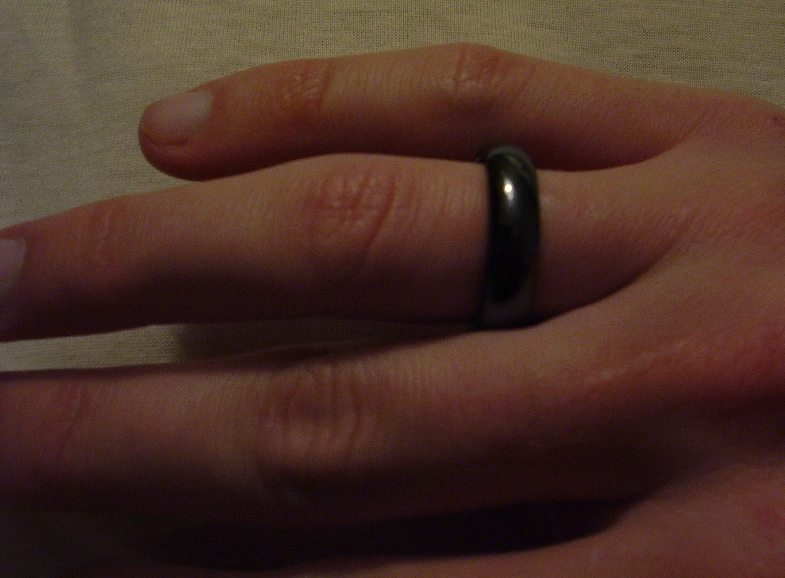
Кольцо из магнетита

Магнитотерапи́я (англ. magnet therapy, magnetic therapy, magnotherapy) — псевдонаучная группа методов альтернативной медицины, подразумевающих применение статического или переменного магнитного поля.
Практикующие магнитотерапию заявляют, что воздействие статического магнитного поля оказывает положительный эффект на здоровье человека, однако исследования в странах, с их развитой системой клинических исследований, показывают отсутствие какого-либо влияния этой методики на здоровье.
Редакционная статья в British Medical Journal 2006 года описывает использование магнитотерапии как вид медицинского мошенничества, обычно используемого с целью получения коммерческой выгоды.

## История
Магнитотерапия была введена врачом и шарлатаном Францем Месмером в XVIII веке. Месмер утверждал, что лечит пациентов намагниченной водой. Месмер аккомпанировал своему лечению игрой на фортепьяно или стеклянной гармонике. Комиссия, возглавляемая Антуаном Лавуазье, заключила, что «лечение» Месмера является псевдонаукой.
Лечение магнитами было распространено в XIX веке — тогда оно было вариантом месмеризма.
Магнитотерапевт Даниэль Дэвид Палмер изобрёл собственный метод альтернативного лечения — хиропрактику в 1895 году.

## Виды применяемых магнитных полей
Поля, применяемые последователями теории могут быть переменными (высоко- или низкочастотными) или постоянными. При этом как постоянные, так и переменные магнитные поля можно использовать как в непрерывном, так и в импульсном (прерывистом) режимах; в зависимости от метода импульсы могут иметь различную частоту, длительность и форму. Быстрые колебания магнитного поля используются в современной медицинской диагностике (например, в МРТ), но признаны неэффективными в ортопедии, и современные обзоры клинических исследований приходят к выводу, что в настоящий момент не существует достаточных свидетельств в пользу эффективности применения переменных магнитных полей в ортопедии и в некоторых других областях медицины.
Метод альтернативной медицины под широко распространённым названием «магнитотерапия» подразумевает использование статического магнитного поля (обычно в виде постоянных магнитов, рекомендуемых к ношению на теле человека), которое практически не взаимодействует с человеческим организмом.

## Предполагаемый механизм действия
Сторонники применения магнитотерапии объясняют предполагаемое действие магнитного поля на тело так: «При воздействии на ткани человека переменного магнитного поля в них могут возникать электрические токи. Под их воздействием изменяются физико-химические свойства водных систем организма, ориентация крупных ионизированных биологических молекул и свободных радикалов. Это влечёт за собой преобразование скорости биохимических и биофизических процессов. Возможная переориентация жидких кристаллов, формирующих оболочку клетки и внутриклеточные мембраны, изменяет проницаемость этих мембран».
Однако такое объяснение имеет ряд недостатков:
1) При воздействии статического электрического поля в тканях человека могут протекать только очень слабые токи из-за низкого содержания металла в крови и тканях — железа до 30 мкмоль/л, эти токи и их воздействие на организм сложно зафиксировать даже чувствительными приборами. При воздействии достаточно мощного переменного магнитного поля на человеческое тело (например, в аппарате МРТ) наблюдается небольшой нагрев тканей. Однако этот небольшой нагрев тканей сам по себе не является лечением, так, МРТ используют лишь в качестве диагностической процедуры, медицинские работники не преподносят его в качестве лечебной процедуры с множеством показаний.
2) Неизвестно, что даёт изменение ориентации свободных ионизированных биологических молекул и свободных радикалов (кроме крайне небольшого нагрева тканей).
3) Клеточная мембрана и внутриклеточные мембраны состоят из белков и липидов, а не из растворов, называемых жидкими кристаллами, свойство этих растворов изменять свою оптическую прозрачность в магнитном поле используется при производстве ЖК-дисплеев, однако не ясно, какую роль в организме может играть изменение оптической прозрачности растворов. В целом, большинство тканей организма (кроме глаза) оптически непрозрачны.
Некоторые контролируемые рандомизированные слепые испытания показывают отсутствие лечебного действия магнитного поля, некоторые показывают положительный эффект, но качество проведения, методология, достоверность подтверждающих испытаний оставляют желать лучшего. Клинические исследования ношения пациентами с собой постоянных магнитов (браслетов или иных форм), использующие двойной слепой метод, осложнены тем, что пациенты распознают, носят ли они настоящий магнит или фальшивый (плацебо), так как в быту магнит притягивает скрепки, иголки и другие металлические предметы.

### Магнит как лечебный метод
По мнению сторонников магнитотерапии, влияние статических магнитных полей на организм человека осуществляется через нервные, иммунные и обменные процессы в тканях.
Применение магнитных корсетов и воротников для лечения боли в спине и шее не имеет научных оснований, они либо бесполезны либо вредны. Для устранения болевого синдрома мышц спины существует один доказанный метод — физическая активность (умеренные физические нагрузки). Единственное плацебо-контролируемое исследование применения электромагнитного поля при терапии болей в спине, в котором показано субъективное улучшение состояния людей, не даёт оснований для однозначных выводов (в нём участвовали всего 40 человек).

## Спорный статус магнитотерапии как лечебного метода
В России магнитотерапевтические методы признаны медицинскими и используются как в государственных больницах, так и в частных клиниках в физиотерапевтических кабинетах.
В США нормативы Управления по надзору за пищевыми продуктами и лекарственными препаратами (FDA) запрещают продажу и рекламу любых магнитотерапевтических продуктов как медицинских устройств, поскольку утверждения о лечебном эффекте таких устройств в США считаются необоснованными.
В 2002 году в отчёте Национального научного фонда США магнитотерапия названа «полностью ненаучной». Ряд американских медицинских специалистов называет магнитотерапию псевдонаучным методом, объяснения механизмов её действия — «фантастическими», и утверждают, что отсутствуют клинические доказательства её эффективности.
В то же время на PubMed можно найти статьи, подтверждающие эффективность аппаратной физиотерапии. Например, на ресурсе размещена статья-обзор Х. Грифина, М. Уорнер и М. Коста «Роль электромагнитной стимуляции в лечении установленных несращений переломов длинных костей: каковы доказательства?», выпущенная в 2008 году.
Авторы обзора обобщили все исследования из англоязычной рецензируемой литературы, посвященные электромагнитной стимуляции при лечении несращивающихся переломов трубчатых костей. Всего ученые нашли 49 релевантных исследований, из которых 3 были рандомизированными плацебоконтролируемыми. Общее количество пациентов, принимавших участие в исследованиях, составляло 2805 человек. Все они получали магнитотерапию как дополнение к ранее назначенному лечению, не дававшему в их случае значительного результата.
Обзор показал, что магнитотерапия способна быть действенным дополнением к традиционному лечению плохо срастающихся переломов трубчатых костей.
Ежегодные мировые обороты индустрии магнитотерапии превышают миллиард долларов, только в США — $ 300 млн.